# Villa Basilica

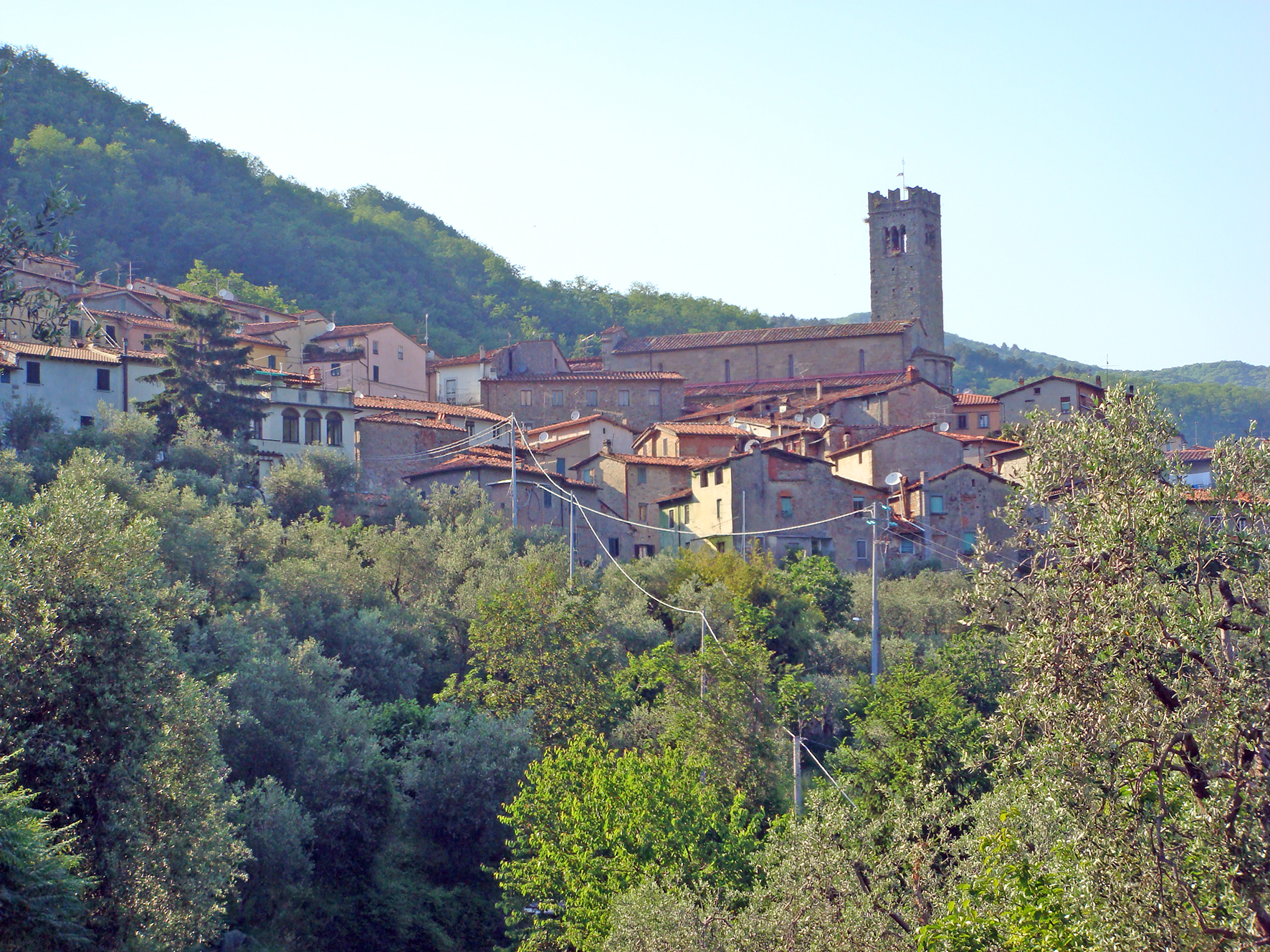
Villa Basilica

Villa Basilica is een gemeente in de Italiaanse provincie Lucca (regio Toscane) en telt 1792 inwoners (31-12-2004). De oppervlakte bedraagt 36,5 km², de bevolkingsdichtheid is 49 inwoners per km².

## Demografie
Villa Basilica telt ongeveer 745 huishoudens. Het aantal inwoners daalde in de periode 1991-2001 met 11,6% volgens cijfers uit de tienjaarlijkse volkstellingen van ISTAT.
| Jaar | Inwoneraantal |
| ---- | ------------- |
| 1991 | 2028          |
| 2001 | 1792          |

## Geografie
De gemeente ligt op ongeveer 330 m boven zeeniveau.
Villa Basilica grenst aan de volgende gemeenten: Bagni di Lucca, Borgo a Mozzano, Capannori, Pescia (PT).
Altopascio · Bagni di Lucca · Barga · Borgo a Mozzano · Camaiore · Camporgiano · Capannori · Careggine · Castelnuovo di Garfagnana · Castiglione di Garfagnana · Coreglia Antelminelli · Fabbriche di Vallico · Forte dei Marmi · Fosciandora · Gallicano · Giuncugnano · Lucca · Massarosa · Minucciano · Molazzana · Montecarlo · Pescaglia · Piazza al Serchio · Pietrasanta · Pieve Fosciana · Porcari · San Romano in Garfagnana · Seravezza · Sillano · Stazzema · Vagli Sotto · Vergemoli · Viareggio · Villa Basilica · Villa Collemandina
1. ↑  https://demo.istat.it/?l=it.